# Capoeira vs Chute Boxe
Capoeira vs Chute Boxe foi um desafio de vale-tudo que aconteceu no dia 29 de agosto de 1993 no ginásio do Círculo Militar do Paraná, em Curitiba. O combate envolveu lutadores de Muay thai da Academia Chute Boxe contra capoeiristas.
Este evento é considerado o início do vale-tudo no Estado do Paraná.